# Willy Breinholst
Willy Breinholst, född 27 juni 1918 i Fredensborg, död 25 september 2009, var en dansk författare, verksam bland annat i filmbranschen som manusförfattare och översättare. Breinholst avled den 25 september 2009.

## Filmmanus i urval
- 1969 - Mig og min lillebror og Bølle
- 1967 - Elsk din naeste
- 1960 – Sommar och syndare